# Rally Mobil
El Copec Rally Mobil es la principal competencia automovilística de rally en Chile, es el nuevo nombre que adoptó el antiguo Campeonato Nacional de Rally que se disputaba desde la década de 1970, cuyo último campeón fue José Antonio Celsi en los años 1998 y 1999. Desde el año 2000 y de manera de levantar el alicaído campeonato, toma el nombre de su principal auspiciador, Mobil Chile.
Se disputa desde el año 2000 en diversos puntos de ese país y cuenta con diversas categorías. Su actual director es el expiloto Kurt Horta.

## Historia
La primera temporada del Rally Mobil se disputó el año 2000, en reemplazo del antiguo Campeonato Nacional de Rally. Se inició solamente con dos categorías: la N4 para autos de hasta 2.000 centímetros cúbicos, turboalimentados y tracción integral en las cuatro ruedas; y la N2, para máquinas de hasta 1.6 litros y tracción simple. El año 2001 se incorporó la serie N3, para coches de hasta 2.000 centímetros cúbicos. Al año siguiente se realizó un campeonato de marcas, incorporándose autos de Hyundai, Chevrolet, Ford y Nissan.
Posteriormente este campeonato comenzó a ser muy popular, con muchos espectadores. Algunos equipos comenzaron a traer destacados pilotos que habían tenido grandes participaciones en el Campeonato Mundial de Rally que iban subiendo cada vez más la categoría del rally, como Gabriel Pozzo, Ramón Ferreyros, entre otros.

### Motorshow
El Rally Mobil Motorshow es una fecha puntuable que se disputa desde 2009. A diferencia de las demás carreras, se realiza en un circuito doble o super primes. Como dato adicional, en diciembre de 2005 se realizó el "Trofeo de las Naciones" en el circuito trazado en la elipse del Parque O'Higgins, que sería el antecedente de los posteriores motorshow. Originalmente se celebraba en el Parque Laguna Carén. Las ediciones 2011 y 2012 del Rally Mobil Motorshow se realizaron en la Alameda de Santiago frente al Palacio de La Moneda. En 2013 y 2014 volvió a su sede del Parque Laguna Carén y el año 2015 se realizó una aplaudida competencia en el Cerro San Cristóbal en el centro de Santiago regresando en 2016 al Parque Laguna Carén y en 2017, se realizó en la Cuesta de Chacabuco
Además de las carreras nacionales, el Rally Mobil Motorshow cuenta con un Trofeo de las Naciones, en el que los chilenos se enfrentan a pilotos internacionales. Ha participado allí los europeos Juha Kankkunen, Marcus Grönholm, Petter Solberg, Kristian Sohlberg y Xevi Pons, así como los latinoamericanos Gustavo Trelles, Gabriel Pozzo, Claudio Menzi y Nicolás Fuchs.
Además de las carreras de rally, algunas ediciones contaron con carreras de motocross y supermotard, además de exhibiciones de motocross estilo libre.

## Categorías
En la actualidad, participan 5 categorías del Grupo R.

### Categorías vigentes
- R5: Vehículos fabricados especialmente para correr en rally, con tracción integral y motor de 1600 cc. turbo. Debutó en 2018.
  - Ford Fiesta R5
  - Peugeot 208 T16
  - Škoda Fabia WRC
  - Citroën DS3 WRC
  - Mitsubishi Mirage R5
  - Hyundai i20 R5
- R3: Vehículos fabricados especialmente para correr en rally, con tracción delantera y motor de 2000 cc. aspirado o 1600 cc. turbo. Debutó en 2013.
- R3 Lite / R3B: Subcategoría de acceso a la R3 de iguales características. Debutó en 2015.
  - Citroën DS3 RCC
  - Citroën DS3 R3 Max
  - Renault Clio III R3
  - Renault Clio IV R3 Turbo
- R2: Vehículos fabricados especialmente para correr en rally, con tracción delantera y motor de 1600 cc. aspirado o 1000 cc. turbo. Debutó en 2014.
- R2 Lite: Subcategoría de acceso a la R2 de iguales características. Debutó en 2017.
  - Peugeot 208 R2
  - Ford Fiesta R2
  - Ford Fiesta R2 Turbo
  - Opel Adam R2

### Categorías descontinuadas
- N4: Vehículos con tracción integral y motor de 2000 cc. turbo. Vigente entre 2000 y 2016.
- N4 Light: Subcategoría de acceso a la N4 de iguales características. Solo se disputó la temporada 2012.
  - Mitsubishi Lancer Evolution
  - Subaru Impreza WRX
- N3: Vehículos con tracción delantera y motor de 2000 cc. aspirado o 1600 cc. turbo. Vigente entre 2001 y 2018.
- N3 Light: Subcategoría de acceso a la N3 de iguales características. Vigente entre 2009 y 2014.
  - Suzuki SX4
  - Honda Civic
  - Mitsubishi Lancer GT
  - Chevrolet Cruze
  - Chevrolet Astra
  - Mazda 3 Sport
  - Ford Focus
  - Nissan Primera
  - Hyundai Coupe
  - Kia Cerato
  - Nissan Sentra
  - Volvo C30
  - Citroën ZX
  - Citroën Xsara
- N2: Vehículos con tracción delantera y motor de entre 1401 y 1600 cc. Vigente entre 2000 y 2013.
  - Chevrolet Corsa
  - Daewoo Lanos
  - Ford Escort
  - Hyundai Accent
  - Hyundai Elantra
  - Hyundai Tucson IX
  - Hyundai Getz
  - Mitsubishi Lancer
  - Mitsubishi Colt
  - Lifan 520 Sport
  - Mini Cooper 1.6
  - Nissan Almera
  - Nissan Platina
  - Nissan Sentra II
  - Nissan V16
  - Peugeot 206
  - Proton Persona
  - Renault Clio
  - Seat Ibiza
  - Subaru Impreza
  - Volkswagen Gol
  - Volkswagen Polo
  - Toyota Yaris
  - Toyota Corolla
- N1: Vehículos con tracción delantera y motor de hasta 1400 cc. Vigente entre 2001 y 2002.
  - Toyota Yaris Sport
  - Daihatsu Sirion
  - Suzuki Swift

## Campeones

### Campeones categoría R5/RC2 Pro
| Año     | Piloto                 | Navegante       | Automóvil      | Equipo                           |
| ------- | ---------------------- | --------------- | -------------- | -------------------------------- |
| 2018    | Pedro Heller           | Pablo Olmos     | Ford Fiesta R5 | Joker Rally Team                 |
| 2019    | Jorge Martínez Fontena | Alberto Álvarez | Škoda Fabia R5 | Conveyor Belt Technology - Copec |
| Fuentes |                        |                 |                |                                  |
| 2021    | Jorge Martínez Fontena | Alberto Álvarez | Škoda Fabia R5 | Conveyor Belt Technology - Copec |
| 2022    | Alberto Heller         | Luis Allende    | Citroën C3 R5  | Joker Rally Team                 |
| 2023    | Jorge Martínez Fontena | Alberto Álvarez | Škoda Fabia R5 | Conveyor Belt Technology - Copec |
| 2024    | Jorge Martínez Fontena | Alberto Álvarez | Škoda Fabia R5 | Conveyor Belt Technology - Copec |

### Campeones categoría RC2
| Año  | Piloto               | Navegante        | Automóvil     | Equipo              |
| ---- | -------------------- | ---------------- | ------------- | ------------------- |
| 2022 | Emilio Rosselot      | Tomás Cañete     | Citroën C3 R5 | Rosselot Rally Team |
| 2023 | Gerardo Rosselot Jr. | Marcelo Brizzio  | Citroën C3 R5 | Rosselot Rally Team |
| 2024 | Tadeo Rosselot       | Sebastián Olguin | Citroën C3 R5 | Rosselot Rally Team |

### Campeones categoría RC4N/RC4
| Año  | Piloto          | Navegante        | Automóvil    | Equipo                        |
| ---- | --------------- | ---------------- | ------------ | ----------------------------- |
| 2021 | Patricio Muñoz  | Miguel Recalt    | Peugeot 208  | Eme Bus                       |
| 2022 | Patricio Muñoz  | Miguel Recalt    | Peugeot 208  |                               |
| 2023 | Tadeo Rosselot  | Sebastian Olguin | Peugeot 208  | Rosselot Rally Team           |
| 2024 | Ignacio Gardiol | Ruben García     | Renault Clio | Cover Company - Gardiol Rally |

### Campeones categoría Rally4
| Año  | Piloto          | Navegante        | Automóvil    | Equipo                        |
| ---- | --------------- | ---------------- | ------------ | ----------------------------- |
| 2021 | Patricio Muñoz  | Miguel Recalt    | Peugeot 208  | Eme Bus                       |
| 2022 | Patricio Muñoz  | Miguel Recalt    | Peugeot 208  | Eme Bus                       |
| 2023 | Tadeo Rosselot  | Sebastian Olguin | Peugeot 208  | Rosselot Rally Team           |
| 2024 | Ignacio Gardiol | Ruben García     | Renault Clio | Cover Company - Gardiol Rally |

### Campeones categoría Rally5
| Año  | Piloto          | Navegante          | Automóvil    | Equipo                  |
| ---- | --------------- | ------------------ | ------------ | ----------------------- |
| 2021 | Ignacio Gardiol | Sebastián González | Renault Clio | Gardiol Rally - amazfit |

### Campeones categoría R3
| Año     | Piloto                 | Navegante        | Automóvil       | Equipo                               |
| ------- | ---------------------- | ---------------- | --------------- | ------------------------------------ |
| 2013    | Jorge Martínez Fontena | Alberto Álvarez  | Renault Clio R3 | Hankook - VTR                        |
| 2014    | Jorge Martínez Fontena | Alberto Álvarez  | Renault Clio R3 | Cirkus - DMKT                        |
| 2015    | Cristóbal Vidaurre     | Rubén García     | Renault Clio R3 | ConveyorBelt - KS Tools              |
| 2016    | Jorge Martínez Fontena | Alberto Álvarez  | Citroën DS3     | Joker Team - Mc Donald´s - Nivea Men |
| 2017    | Cristóbal Vidaurre     | Rubén García     | Citroën DS3     | ConveyorBelt - Cooper Tires          |
| 2018    | Samuel Israel          | Nicolás García   | Citroën DS3     | Citroën Monster Energy Procircuit    |
| 2019    | Emilio Rosselot        | Tomás Cañete     | Citroën DS3     | Rosselot Rally Team                  |
| Fuentes |                        |                  |                 |                                      |
| 2021    | Gerardo Rosselot Jr.   | Sebastián Olguín | Citroën DS3     | Rosselot Rally Team                  |
| 2022    | Tadeo Rosselot         | Sebastián Olguín | Citroën DS3     | Rosselot Rally Team                  |
| 2023    | Carlos Campos          | Jorge Orellana   | Citroën DS3     | Repuestos León - Vulcano             |
| 2024    | Tomás Gallardo         | Andy Salvo       | Citroën DS3     | Team Rosselot                        |

### Campeones categoría R3 Lite / R3B
| Año     | Piloto            | Navegante          | Automóvil       | Equipo                                  |
| ------- | ----------------- | ------------------ | --------------- | --------------------------------------- |
| 2015    | Cristóbal Ibarra  | Fabián Cretu       | Renault Clio R3 | Renault Sport - El Mercurio - Majorette |
| 2016    | Vicente Israel    | Laureano Grigera   | Citroën DS3     | Procircuit - Monster Energy             |
| 2017    | Santiago Gambetta | Juan Pablo Carrera | Renault Clio R3 | Motorola                                |
| 2018    | Tadeo Rosselot    | Eugenio Carvallo   | Renault Clio R3 | Rosselot Rally Team                     |
| 2019    | Ián Sierlecki     | Oswaldo Carbone    | Citroën DS3     | Joymer - Plusparts                      |
| Fuentes |                   |                    |                 |                                         |

### Campeones categoría R2
| Año     | Piloto                    | Navegante        | Automóvil   | Equipo                                       |
| ------- | ------------------------- | ---------------- | ----------- | -------------------------------------------- |
| 2014    | Jorge Riquelme            | Joaquín Riquelme | Ford Fiesta | Jojopa Rally Team                            |
| 2015    | Pedro Heller              | Pablo Olmos      | Peugeot 208 | Joker Team - Mc Donald's - Nivea Men         |
| 2016    | Alberto Heller            | Matías Ramos     | Peugeot 208 | Joker Team - Mc Donald's - Nivea Men         |
| 2017    | Francisco "Chaleco" López | Nicolás Levalle  | Peugeot 208 | Copec - Moto X - Cooper Tires                |
| 2018    | Martin Scuncio            | Javiera Román    | Peugeot 208 | Point Cola                                   |
| 2019    | Patricio Muñoz            | Miguel Recalt    | Peugeot 208 | EME Bus - Epysa                              |
| Fuentes |                           |                  |             |                                              |
| 2021    | Nicolás Perez             | Enrique Perez    | Peugeot 208 | Perez Racing                                 |
| 2022    | Lucas Palma               | Augusto Braun    | Peugeot 208 | Trans G&P                                    |
| 2023    | Felipe Arenas             | Andy Salvo       | Peugeot 208 | MegaFiltros Motorsport - Yato - Mann Filters |
| 2024    | Harold Cohen              | Hugo Gajardo     | Peugeot 208 | Pacific Cargo                                |

### Campeones categoría R2 Lite
| Año     | Piloto            | Navegante         | Automóvil      | Equipo                         |
| ------- | ----------------- | ----------------- | -------------- | ------------------------------ |
| 2017    | Martín Etcheverry | Sebastián Medrano | Ford Fiesta    | Kovacs Sport - AC Delco        |
| 2018    | Pedro Devaud Jr.  | Diego Cárdenas    | Peugeot 208 R2 | Pucón - D'Toros                |
| 2019    | Carlos Prieto     | Mario del Riego   | Ford Fiesta R2 | Prieto Equipamiento Automotriz |
| Fuentes |                   |                   |                |                                |

### Campeones categoría N4
| Año     | Piloto                 | Navegante            | Automóvil                  | Equipo                               |
| ------- | ---------------------- | -------------------- | -------------------------- | ------------------------------------ |
| 2000    | Rolando Biénzobas      | Manuel Jaurena       | Subaru Impreza WRX         | Sony - Autojeda                      |
| 2001    | Javier Fernández       | Luis Arias           | Subaru Impreza WRX         | Autovald - Andespaña                 |
| 2002    | Rolando Biénzobas      | Aldo Zambra          | Subaru Impreza WRX         | Metrópolis                           |
| 2003    | Walter Suriani         | José María Rodríguez | Subaru Impreza WRX         | Point Cola - Adelco                  |
| 2004    | Federico Villagra      | Javier Villagra      | Mitsubishi Lancer Evo VIII | Mitsubishi - Diario El Mercurio      |
| 2005    | Jorge Martínez Fontena | Alberto Álvarez      | Mitsubishi Lancer Evo VIII | Concepción Rally Team - DuocUC       |
| 2006    | Luis Ignacio Rosselot  | Jaime Rojas          | Mitsubishi Lancer Evo VIII | Mitsubishi - Team Rosselot           |
| 2007    | Jorge Martínez Fontena | Alberto Álvarez      | Mitsubishi Lancer Evo IX   | Concepción Rally Team - Loctite      |
| 2008    | Jorge Martínez Fontena | Alberto Álvarez      | Mitsubishi Lancer Evo IX   | Concepción Rally Team - Hankook      |
| 2009    | Jorge Martínez Fontena | Alberto Álvarez      | Mitsubishi Lancer Evo IX   | Concepción Rally Team - Hankook      |
| 2010    | Luis Ignacio Rosselot  | Marcelo Brizio       | Mitsubishi Lancer Evo X    | Mitsubishi - Team Rosselot           |
| 2011    | Pablo Céspedes         | Nicolás Levalle      | Subaru impreza STI         | DMAS - Ecomac - Battery Energy Drink |
| 2012    | Jorge Martínez Fontena | Alberto Álvarez      | Mitsubishi Lancer Evo X    | Hankook - VTR                        |
| 2013    | Luis Ignacio Rosselot  | Marcelo Brizio       | Mitsubishi Lancer Evo X    | Mitsubishi - Team Rosselot           |
| 2014    | Emilio Rosselot        | Marcelo Brizio       | Mitsubishi Lancer Evo X    | Mitsubishi - Team Rosselot           |
| 2015    | Emilio Rosselot        | Sebastián Olguin     | Mitsubishi Lancer Evo X    | Mitsubishi - Team Rosselot           |
| 2016    | Luis Ignacio Rosselot  | Marcelo Brizio       | Mitsubishi Lancer Evo X    | Mitsubishi - Team Rosselot           |
| Fuentes |                        |                      |                            |                                      |

### Campeones categoría N4 Light
| Año     | Piloto           | Navegante   | Automóvil        | Equipo                    |
| ------- | ---------------- | ----------- | ---------------- | ------------------------- |
| 2012    | Tomás Etcheverry | Aldo Zambra | Mitsubishi Evo X | Claro - Xperia Rally Team |
| Fuentes |                  |             |                  |                           |

### Campeones categoría N3
| Año     | Piloto                | Navegante            | Automóvil         | Equipo                            |
| ------- | --------------------- | -------------------- | ----------------- | --------------------------------- |
| 2001    | Luis Ignacio Rosselot | Manuel Erazo         | Nissan Primera    | 123 Entel - Team Rosselot         |
| 2002    | Luis Westermeier      | Giovanni Innocenti   | Nissan Primera    | Nissan Marubeni - Pioneer         |
| 2003    | Ramón Ibarra          | Antonio de Gavardo   | Hyundai Coupe     | Hyundai Automotores Gildemeister  |
| 2004    | Gabriel Pozzo         | Daniel Stillo        | Nissan Primera    | Nissan Marubeni - Pioneer - Nokia |
| 2005    | Ramón Ibarra          | Alberto Álvarez      | Hyundai Coupe GK  | Hyundai Automotores Gildemeister  |
| 2006    | Ramón Ferreyros       | José María Rodríguez | Hyundai Coupe GK  | Hyundai Automotores Gildemeister  |
| 2007    | Ramón Ferreyros       | José María Rodríguez | Hyundai Coupe GK  | Hyundai Automotores Gildemeister  |
| 2008    | Ramón Ferreyros       | José María Rodríguez | Hyundai Coupe GK  | Hyundai Automotores Gildemeister  |
| 2009    | Cristóbal Vidaurre    | Nicolás Levalle      | Honda Civic       | Honda Racing - Movistar           |
| 2010    | Cristóbal Vidaurre    | Nicolás Levalle      | Honda Civic       | Honda Racing - Movistar           |
| 2011    | Ramón Ibarra          | Claudio Ocampo       | Suzuki SX4        | Hankook Suzuki Majorette          |
| 2012    | Ramón Ibarra          | Nelson Bahamondes    | Suzuki SX4        | Hankook Suzuki Majorette          |
| 2013    | Carlos Muñoz          | Matías Ramos         | Honda Civic Coupé | Honda Racing - Movistar           |
| 2014    | Cristóbal Ibarra      | Fabián Cretu         | Suzuki SX4        | Hankook Suzuki Majorette          |
| 2015    | Andrés Margozzini     | Sebastián Vera       | Suzuki SX4        | Suzuki Team - Majorette           |
| 2016    | Franco Illino         | Cristián Troncoso    | Suzuki SX4        | Suzuki Team - Quesos La Vaquita   |
| 2017    | Franco Illino         | Cristián Troncoso    | Suzuki SX4        | Suzuki Team                       |
| 2018    | Jorge Arévalo         | Francisco Faúndez    | Honda Civic       | Bio Bio Rally Team                |
| Fuentes |                       |                      |                   |                                   |

### Campeones categoría N3 Light
| Año     | Piloto                    | Navegante            | Automóvil         | Equipo                                  |
| ------- | ------------------------- | -------------------- | ----------------- | --------------------------------------- |
| 2009    | Alejandro García-Huidobro | Cristián De la Cerda | Kia Cerato 5      | Kia Motors - Prize - Schultz Automotriz |
| 2010    | Alejandro Ruiz            | Sergio Concha        | Hyundai Coupe GK  | Orion Rally - Claro - Inacap - Wynn's   |
| 2011    | Carlos Muñoz              | Matías Ramos         | Honda Civic VIII  | Honda Racing - Movistar - Mobil         |
| 2012    | Jaime Lüttecke            | Álvaro Rosas         | Hyundai Coupe GK  | Semillas Semameris - Agrospeed          |
| 2013    | Benjamin Israel           | Emiliano Rovasio     | Honda Civic Coupé | Honda Procircuit - Publimetro           |
| 2014    | Cristián Esteva           | Pablo Olmos          | Suzuki SX4        | Autotoy - Aseguradora Magallanes        |
| Fuentes |                           |                      |                   |                                         |

### Campeones categoría N2
| Año     | Piloto                | Navegante        | Automóvil         | Equipo                                 |
| ------- | --------------------- | ---------------- | ----------------- | -------------------------------------- |
| 2000    | Luis Ignacio Rosselot | Manuel Erazo     | Mitsubishi Lancer | Entel - Team Rosselot                  |
| 2001    | Gerardo Rosselot      | Javier Acevedo   | Mitsubishi Lancer | Entel - Team Rosselot                  |
| 2002    | Ricardo Concha        | Emilio Acevedo   | Mitsubishi Lancer | Scania - Supermercados Santa Isabel    |
| 2003    | Pietro Porfiri        | Pablo Cabrera    | Chevrolet Corsa   | Chevrolet Davis Autos - Goodyear       |
| 2004    | Marcelo Pérez         | Sergio Rosas     | Mitsubishi Colt   | Concreces - Loctite                    |
| 2005    | Osvaldo Stuardo       | Rodrigo Stuardo  | Mitsubishi Lancer | Redpower Alkalines                     |
| 2006    | Osvaldo Stuardo       | Rodrigo Stuardo  | Mitsubishi Lancer | Redpower Alkalines                     |
| 2007    | Osvaldo Pirles        | Eugenio Carvallo | Hyundai Getz      | Hyundai Automotores Gildemeister       |
| 2008    | Osvaldo Pirles        | Eugenio Carvallo | Hyundai Getz      | Hyundai Automotores Gildemeister       |
| 2009    | Cristián Navarrete    | Barry Cruces     | Hyundai Accent    | Concepción Rally Team - Mayordent      |
| 2010    | Jorge Riquelme        | Joaquín Riquelme | Hyundai Getz      | Constructora Dimar - Ferouch           |
| 2011    | Jorge Riquelme        | Joaquín Riquelme | Hyundai Getz      | Duoc UC - Ferouch                      |
| 2012    | Jorge Riquelme        | Joaquín Riquelme | Mini Cooper       | Duoc UC Rally Team                     |
| 2013    | Samuel Israel         | Diego Cárdenas   | Mini Cooper       | Honda Procircuit - Peluquerías Palumbo |
| Fuentes |                       |                  |                   |                                        |

### Campeones categoría N1
| Año     | Piloto         | Navegante        | Automóvil          | Equipo                            |
| ------- | -------------- | ---------------- | ------------------ | --------------------------------- |
| 2001    | Rafael Lepe    | Eugenio Carvallo | Daihatsu Sirion    | Manquehue Net - Tocornal Autos    |
| 2002    | Enrique Castro | Alejandro Ortiz  | Toyota Yaris Sport | Automotora Mitsui - Toyota Credit |
| Fuentes |                |                  |                    |                                   |

## Títulos por piloto
| Piloto                    | Títulos | Años campeón                                                                        |
| ------------------------- | ------- | ----------------------------------------------------------------------------------- |
| Jorge Martínez Fontena    | 10      | N4 (2005, 2007, 2008, 2009, 2012), R3 (2013, 2014, 2016), R5 (2019), RC2 Pro (2021) |
| Luis Ignacio Rosselot     | 6       | N2 (2000), N3 (2001), N4 (2006, 2010, 2013, 2016)                                   |
| Cristóbal Vidaurre        | 5       | N3 (2009, 2010), N4 (2011), R3 (2015, 2017)                                         |
| Ramón Ibarra              | 4       | N3 (2003, 2005, 2011, 2012)                                                         |
| Jorge Riquelme            | 4       | N2 (2010, 2011, 2012), R2 (2014)                                                    |
| Ramón Ferreyros           | 3       | N3 (2006, 2007, 2008)                                                               |
| Emilio Rosselot           | 3       | N4 (2014, 2015), R3 (2019)                                                          |
| Pedro Heller              | 2       | R2 (2015), R5 (2018)                                                                |
| Samuel Israel             | 2       | N2 (2013), R3 (2018)                                                                |
| Rolando Biénzobas         | 2       | N4 (2000, 2002)                                                                     |
| Osvaldo Stuardo           | 2       | N2 (2005, 2006)                                                                     |
| Carlos Muñoz              | 2       | N3 Light (2011), N3 (2013)                                                          |
| Osvaldo Pirles            | 2       | N2 (2007, 2008)                                                                     |
| Cristóbal Ibarra          | 2       | N3 (2014), R3B (2015)                                                               |
| Alberto Heller            | 2       | R2 (2016), RC2 Pro (2022)                                                           |
| Franco Illino             | 2       | N3 (2016, 2017)                                                                     |
| Javier Fernández          | 1       | N4 (2001)                                                                           |
| Walter Suriani            | 1       | N4 (2003)                                                                           |
| Federico Villagra         | 1       | N4 (2004)                                                                           |
| Tomás Etcheverry          | 1       | N4 Light (2012)                                                                     |
| Luis Westermeier          | 1       | N3 (2002)                                                                           |
| Gabriel Pozzo             | 1       | N3 (2004)                                                                           |
| Alejandro García-Huidobro | 1       | N3 Lite (2009)                                                                      |
| Alejandro Ruiz            | 1       | N3 Lite (2010)                                                                      |
| Jaime Luttecke            | 1       | N3 Lite (2012)                                                                      |
| Benjamín Israel           | 1       | N3 Lite (2013)                                                                      |
| Cristián Esteva           | 1       | N3 Lite (2014)                                                                      |
| Gerardo Rosselot          | 1       | N2 (2001)                                                                           |
| Ricardo Concha            | 1       | N2 (2002)                                                                           |
| Pietro Porfiri            | 1       | N2 (2003)                                                                           |
| Marcelo Pérez             | 1       | N2 (2004)                                                                           |
| Cristián Navarrete        | 1       | N2 (2009)                                                                           |
| Rafael Lepe               | 1       | N1 (2001)                                                                           |
| Enrique Castro            | 1       | N1 (2002)                                                                           |
| Andrés Margozzini         | 1       | N3 (2015)                                                                           |
| Vicente Israel            | 1       | R3 Lite (2016)                                                                      |
| Francisco López           | 1       | R2 (2017)                                                                           |
| Martín Etcheverry         | 1       | R2 Lite (2017)                                                                      |
| Santiago Gambetta         | 1       | R3 Lite (2017)                                                                      |
| Martín Scuncio            | 1       | R2 (2018)                                                                           |
| Pedro Devaud              | 1       | R2 Lite (2018)                                                                      |
| Tadeo Rosselot            | 1       | R3 Lite (2018)                                                                      |
| Jorge Arévalo             | 1       | N3 (2018)                                                                           |
| Ián Sierlecki             | 1       | R3 Lite (2019)                                                                      |
| Patricio Muñoz            | 1       | R2 (2019)                                                                           |
| Carlos Prieto             | 1       | R2 Lite (2019)                                                                      |

## Pruebas disputadas
- 151 pruebas han sido disputadas desde 2000 a 2019 (solo pruebas válidas para el campeonato).

| Prueba                         | Ciudad                | Ediciones | Años |
| ------------------------------ | --------------------- | --------- | --- |
| Rally de Concepción            | Concepción            | 18        | 2000, 2001, 2002, 2004, 2005, 2007, 2008, 2009, 2010, 2011, 2012, 2013, 2014, 2015, 2016, 2017, 2018, 2019 |
| Rally de La Serena             | La Serena             | 15        | 2000, 2001, 2002, 2003, 2004, 2005, 2007, 2008, 2009, 2010, 2011, 2012, 2013, 2014, 2015                   |
| Rally de Pucón                 | Pucón                 | 12        | 2004, 2006, 2007, 2008, 2009, 2010, 2011, 2012, 2013, 2014, 2015, 2016                                     |
| Motorshow de Santiago          | Santiago              | 11        | 2009, 2010, 2011, 2012, 2013, 2014, 2015, 2016, 2017, 2018, 2019                                           |
| Rally de Santiago              | Santiago              | 10        | 2000, 2001, 2002, 2003, 2004, 2005, 2006, 2007, 2008, 2009                                                 |
| Rally de Talca                 | Talca                 | 9         | 2002, 2003, 2005, 2006, 2007, 2008, 2009, 2010, 2015                                                       |
| Rally de Osorno                | Osorno                | 8         | 2006, 2009, 2010, 2011, 2012, 2013, 2015, 2016                                                             |
| Rally de Rancagua              | Rancagua              | 8         | 2010, 2011, 2012, 2013, 2014, 2015, 2016, 2017                                                             |
| Rally de Viña del Mar          | Viña del Mar          | 7         | 2000, 2001, 2002, 2003, 2004, 2005, 2006                                                                   |
| Rally de Puerto Montt          | Puerto Montt          | 6         | 2000, 2001, 2003, 2004, 2005, 2014                                                                         |
| Rally de San Felipe            | San Felipe            | 4         | 2000, 2001, 2002, 2003                                                                                     |
| Rally de Coyahique             | Coyhaique             | 4         | 2005, 2006, 2008, 2013                                                                                     |
| Rally de Los Ángeles           | Los Ángeles           | 4         | 2011, 2017, 2018, 2019                                                                                     |
| Rally de Curicó                | Curicó                | 4         | 2011, 2012, 2018, 2019                                                                                     |
| Rally de Casablanca            | Casablanca            | 3         | 2012, 2013, 2014                                                                                           |
| Rally de Valparaíso            | Valparaíso            | 3         | 2009, 2010, 2017                                                                                           |
| Rally de Vicuña                | Vicuña                | 3         | 2016, 2017, 2018                                                                                           |
| Rally de Pichilemu             | Pichilemu             | 3         | 2016, 2017, 2018                                                                                           |
| Rally de Temuco                | Temuco                | 2         | 2000, 2001                                                                                                 |
| Rally de Iquique               | Iquique               | 2         | 2003, 2004                                                                                                 |
| Rally de Antofagasta           | Antofagasta           | 2         | 2006, 2007                                                                                                 |
| Rally de Valdivia              | Valdivia              | 2         | 2007, 2008                                                                                                 |
| Rally de Santa Cruz            | Santa Cruz            | 2         | 2014, 2015                                                                                                 |
| Rally de Frutillar             | Frutillar             | 2         | 2017, 2018                                                                                                 |
| Rally de Río Bueno - La Unión  | Río Bueno y La Unión  | 2         | 2018, 2019                                                                                                 |
| Rally de Osorno - Puerto Varas | Osorno y Puerto Varas | 1         | 2002 |
| Rally de Chiloé                | Castro                | 1         | 2016 |
| Rally de Ovalle                | Ovalle                | 1         | 2019 |
| Rally de Quillón               | Quillón               | 1         | 2019 |
| Rally de Frutillar - Fresia    | Frutillar y Fresia    | 1         | 2019 |

## Victorias totales en cada categoría

### Categorías vigentes
- Victorias obtenidas por cada piloto hasta concluida la 5° fecha de Curicó de la temporada 2019.

| Categoría R-5          | Victorias |
| ---------------------- | --------- |
| Jorge Martínez Fontena | 4         |
| Alberto Heller         | 4         |
| Pedro Heller           | 3         |
| Alejandro Cancio       | 2         |

| Categoría R-3           | Victorias |
| ----------------------- | --------- |
| Jorge Martínez Fontena  | 13        |
| Ingo Hofmann            | 7         |
| Cristóbal Vidaurre      | 7         |
| Emilio Rosselot         | 6         |
| Tomás Etcheverry        | 6         |
| Samuel Israel           | 6         |
| Benjamín Israel         | 4         |
| Mario Hart              | 1         |
| Vicente García Huidobro | 1         |
| Carlos Muñoz            | 1         |
| Ramón Ibarra            | 1         |

| Categoría R-3 Lite    | Victorias |
| --------------------- | --------- |
| Cristóbal Ibarra      | 5         |
| Tadeo Rosselot        | 5         |
| Santiago Gambetta     | 4         |
| Vicente Israel        | 3         |
| Mario Hart            | 3         |
| Manuel Brito          | 3         |
| Ian Sierlecki         | 3         |
| Carlos Muñoz          | 2         |
| Benjamín Israel       | 2         |
| José Miguel Hernández | 2         |
| Sebastián Silva       | 2         |
| Germán Lyon           | 1         |
| Andrés Margozzini     | 1         |
| Lautaro Marini        | 1         |

| Categoría R-2            | Victorias |
| ------------------------ | --------- |
| Alberto Heller           | 7         |
| Jorge Riquelme           | 6         |
| Pedro Heller             | 6         |
| Francisco López Contardo | 5         |
| Emilio Fernández         | 5         |
| Patricio Muñoz           | 4         |
| Martín Scuncio           | 3         |
| Samuel Israel            | 3         |
| Joaquín Ruiz de Loyzaga  | 2         |
| Ignacio Etcheverry       | 1         |
| Facundo Opawsky          | 1         |
| Marcelo Vildósola        | 1         |
| Eduardo Kovacs           | 1         |

| Categoría R-2 Lite | Victorias |
| ------------------ | --------- |
| Carlos Prieto      | 4         |
| Nicolás Pérez      | 3         |
| Pedro Devaud       | 3         |
| Luis Nuñez         | 2         |
| Martín Etcheverry  | 2         |
| Felipe Padilla     | 2         |
| Facundo Opawsky    | 1         |
| Patricio Muñoz     | 1         |
| Diego Aguilar      | 1         |
| Diego Pérez        | 1         |
| José Quezada       | 1         |

### Categorías descontinuadas
| Categoría N-4             | Victorias |
| ------------------------- | --------- |
| Jorge Martínez Fontena    | 27        |
| Luis Ignacio Rosselot     | 25        |
| Emilio Rosselot           | 14        |
| Federico Villagra         | 8         |
| Dino Innocenti            | 6         |
| Enzo Innocenti            | 6         |
| Walter Suriani            | 5         |
| Daniel Mas                | 5         |
| Cristóbal Vidaurre        | 5         |
| Rolando Biénzobas         | 4         |
| Osvaldo Pirles            | 4         |
| José Antonio Celsi        | 3         |
| Ramón Torres Fuentes      | 3         |
| Alejandro García Huidobro | 2         |
| Javier Fernández          | 2         |
| Ronald Küpfer             | 1         |
| Kurt Horta                | 1         |
| Alberto Pirola            | 1         |
| Eliseo Salazar            | 1         |
| Gerardo Rosselot          | 1         |
| Luis Nuñez                | 1         |
| Manuel Brito              | 1         |
| Cristian Esteva           | 1         |

| Categoría N-3             | Victorias |
| ------------------------- | --------- |
| Ramón Ferreyros           | 18        |
| Ramón Ibarra              | 17        |
| Cristóbal Vidaurre        | 10        |
| Luis Ignacio Rosselot     | 9         |
| Gabriel Pozzo             | 7         |
| Ruy Barbosa               | 6         |
| Franco Illino             | 6         |
| Cristóbal Ibarra          | 6         |
| Andrés Margozzini         | 5         |
| Luis Westermeier          | 4         |
| Osvaldo Pirles            | 4         |
| Carlos Muñoz              | 4         |
| Federico Villagra         | 3         |
| Pedro Devaud              | 3         |
| Carlos Soto               | 3         |
| Ricardo Infante           | 3         |
| Benjamín Israel           | 2         |
| Diego Aguilar             | 2         |
| Jorge Arévalo             | 2         |
| Jorge Monzón              | 2         |
| Mauricio Pérez            | 2         |
| Eduardo Valdés            | 1         |
| Felipe Padilla            | 1         |
| Jordi Serón               | 1         |
| Dino Innocenti            | 1         |
| Ingo Hoffmann             | 1         |
| Carlo de Gavardo          | 1         |
| Alejandro García Huidobro | 1         |
| Jorge Riquelme            | 1         |
| Vicente Israel            | 1         |
| Andrés Tamm               | 1         |
| Sebastián Silva           | 1         |
| Francisco López           | 1         |
| Francisco Bartolomé       | 1         |
| Fernando Baile            | 1         |
| Gustavo Aguilar           | 1         |
| Juan Carlos Rosas         | 1         |
| Gunther Bielefeldt        | 1         |
| Tirso Gonzalo             | 1         |

| Categoría N-2           | Victorias |
| ----------------------- | --------- |
| Osvaldo Pirles          | 13        |
| Osvaldo Stuardo         | 11        |
| Jorge Riquelme          | 11        |
| Marcelo Pérez           | 10        |
| Sebastián Eterovic      | 8         |
| Luis Ignacio Rosselot   | 6         |
| Eduardo Aguirre         | 6         |
| Gerardo Rosselot        | 5         |
| Ernesto Rojas           | 3         |
| Cristián Navarrete      | 3         |
| Ricardo Concha          | 2         |
| Pietro Porfiri          | 2         |
| Juan Francisco Carrasco | 2         |
| Juan Carlos Fröhlich    | 2         |
| Felipe Padilla          | 2         |
| Claudio Betancourt      | 2         |
| Samuel Israel           | 2         |
| Miguel Aranda           | 2         |
| Alberto Innocenti       | 1         |
| Carlos Barrie           | 1         |
| Luis Núñez              | 1         |
| Jorge Martínez Torres   | 1         |
| Eduardo Fernández       | 1         |
| Luis Westermeier        | 1         |
| José Antonio Léniz      | 1         |
| Jaime Luttecke          | 1         |
| Gabriel Benoit          | 1         |
| Alejandro Burgos        | 1         |
| Roberto Lucero          | 1         |

| Categoría N-1      | Victorias |
| ------------------ | --------- |
| Enrique Castro     | 4         |
| Emilio Ahumada     | 3         |
| Juan Pablo Silva   | 3         |
| Marcelo Sánchez    | 2         |
| Rafael Lepe        | 1         |
| Rodrigo Villarroel | 1         |

| Categoría N-4 Light | Victorias |
| ------------------- | --------- |
| Tomás Etcheverry    | 4         |
| Ramón Torres        | 3         |
| Eduardo Valdés      | 1         |

| Categoría N-3 Light       | Victorias |
| ------------------------- | --------- |
| Alejandro García-Huidobro | 4         |
| Emilio Paredes            | 2         |
| Jacob Masle               | 1         |
| Enrique Santelices        | 1         |

## Patrocinadores
- Varias empresas han patrocinado el campeonato y son las siguientes.

| Patrocinador         | Rubro                  | Temporadas patrocinando     |
| -------------------- | ---------------------- | --------------------------- |
| Copec                | Combustibles           | 2000-Actualidad             |
| Mobil                | Lubricantes            | 2000-Actualidad             |
| 123 Entel            | Telecomunicaciones     | 2000                        |
| Pirelli              | Neumáticos             | 2001                        |
| Metrópolis Intercom  | Televisión por cable   | 2001-2002 (como Metrópolis) |
| CMR Falabella        | Tarjeta de Crédito     | 2001-2004                   |
| Nokia                | Comunicaciones         | 2003-2005                   |
| Seguros Cruz del Sur | Seguros                | 2002-2004                   |
| Pisco Bauzá          | Bebida alcohólica      | 2003, 2006                  |
| La Tercera           | Periódico              | 2005-2014                   |
| VTR                  | Telecomunicaciones     | 2009-2011                   |
| Penalty              | Equipamiento deportivo | 2010                        |
| Radio Futuro         | Radiodifusión          | 2010-actualidad             |
| Isapre La Araucana   | Salud Privada          | 2011-2013                   |
| Renault              | Automóviles            | 2012-2015                   |
| VARTA                | Pilas                  | 2015-actualidad             |
| El Mercurio          | Periódico              | 2015-actualidad             |
| Hankook              | Neumáticos             | 2010, 2013                  |
| Claro                | Telecomunicaciones     | 2012                        |
| Citroën              | Automóviles            | 2016                        |
| Cooper Tire          | Neumáticos             | 2016                        |
| Peugeot              | Automóviles            | 2017                        |
| Motorola             | Comunicaciones         | Actualidad                  |
| Mitsubishi           | Automóviles            | 2018                        |
| Maxus                | Automóviles            | 2022-Actualidad             |
| Michelin             | Neumáticos             | 2022-Actualidad             |
| Red Bull             | Bebida energética      | 2022-Actualidad             |
| TVN                  | Televisión             | 2022-Actualidad             |